# Península de Miura

Localização da península

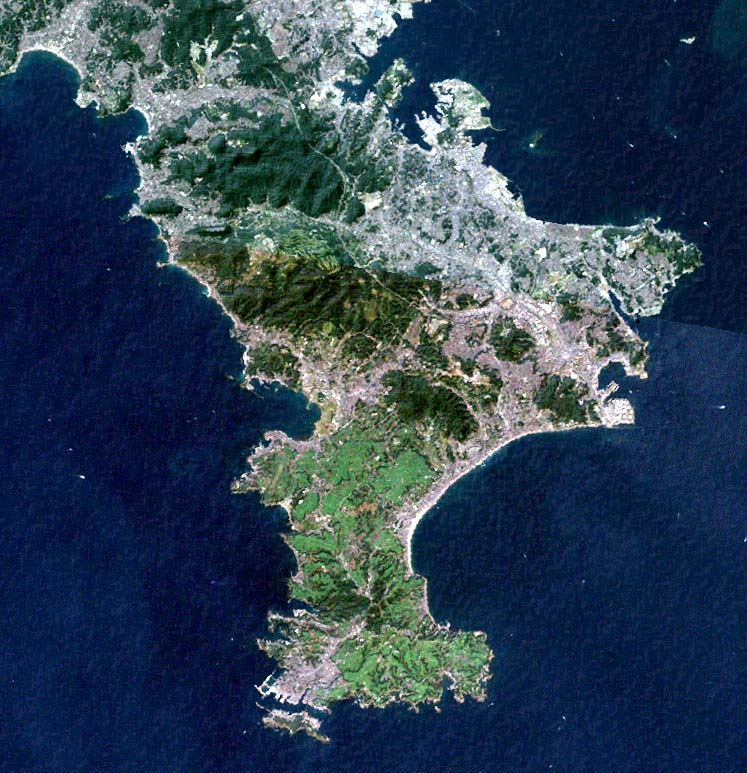
Imagem de satélite

A Península de Miura (三浦半島, Miura Hantō) é uma península localizada na província de Kanagawa no Japão. A península situa-se a sul de Yokohama e de Tóquio e separa a baía de Tóquio, a este, da baía de Sagami, a oeste. Na península de Miura encontramos diversas cidades, Yokosuka, Miura, Zushi e Kamakura.